# Samsung Galaxy Gio
Samsung Galaxy Gio är en enklare modell ur Samsungs Galaxy-serie.
Den anses av många vara ett syskon till den något bättre Galaxy Ace.